# دي لونجي
دي لونجي إس بي إيه (‎it‏ ؛ منمق بالإيطالية: كـ DēLonghi ) هي شركة إيطالية لتصنيع الأجهزة المنزلية الصغيرة مقرها في تريفيزو، إيطاليا. 